# Marko Tuomainen
Marko Tuomainen (* 25. Mai 1972 in Kuopio) ist ein ehemaliger finnischer Eishockeyspieler. Während seiner Karriere spielte er unter anderem für die Edmonton Oilers, Los Angeles Kings, den EHC Biel und HC Pustertal.

## Karriere
Marko Tuomainen begann seine Karriere als Eishockeyspieler in seiner Heimatstadt in der Jugend von KalPa Kuopio, für dessen Profimannschaft er in der Saison 1989/90 sein Debüt in der SM-liiga gab. Nach einem weiteren Jahr in Finnland spielte er vier Jahre lang für die Mannschaft der Clarkson University. In diesem Zeitraum wurde der Angreifer im NHL Entry Draft 1992 in der neunten Runde als insgesamt 205. Spieler von den Edmonton Oilers ausgewählt, für die er gegen Ende der Saison 1994/95 in vier Spielen in der National Hockey League auf dem Eis stand, in denen er punkt- und straflos blieb. In den folgenden beiden Spielzeiten lief der Rechtsschütze ausschließlich für deren Farmteams aus der American Hockey League, die Cape Breton Oilers und Hamilton Bulldogs auf.

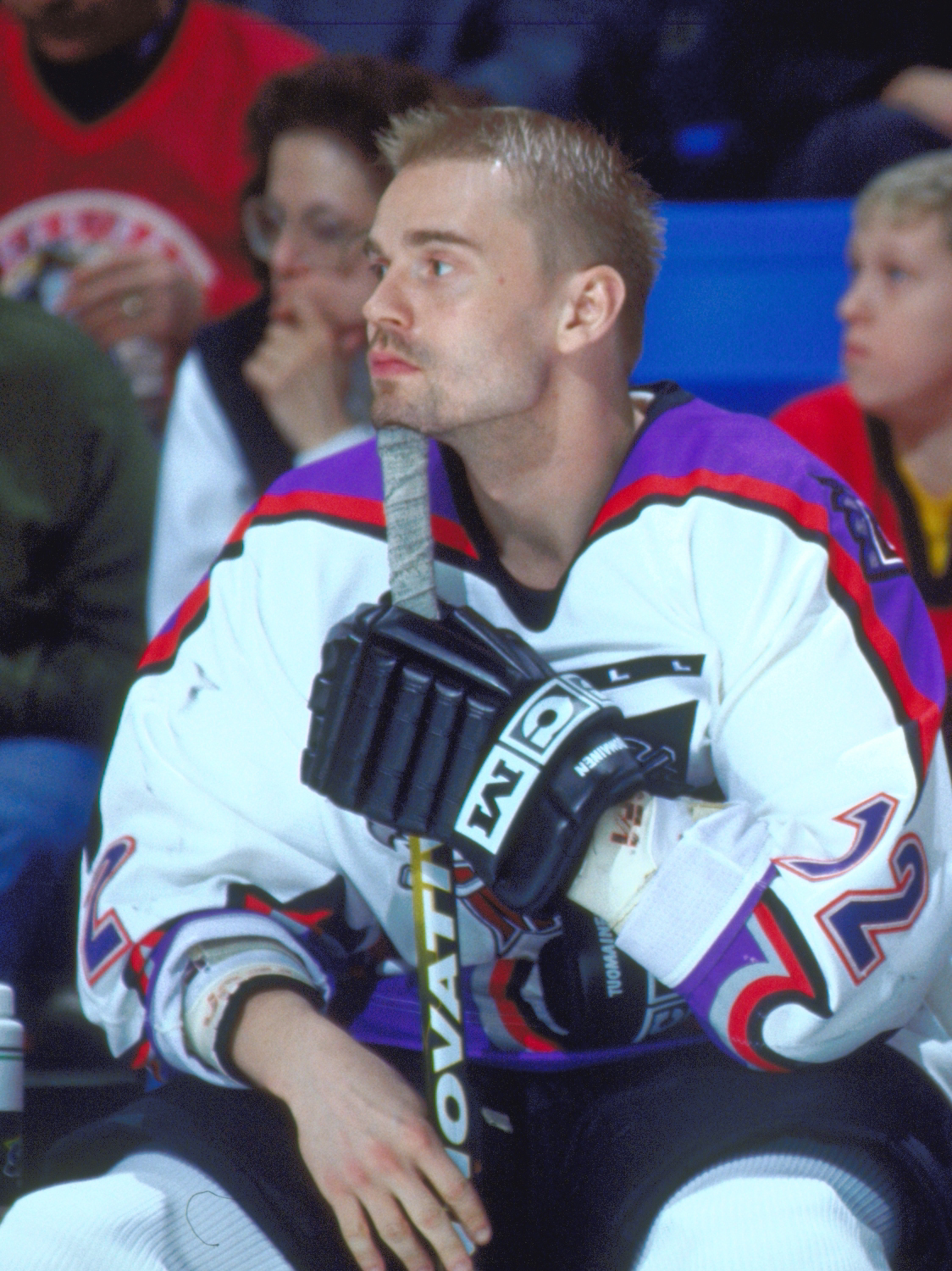
Marko Tuomainen (2001)

Im Sommer 1997 wechselte Tuomainen zu HIFK Helsinki in die SM-liiga, mit dem er in der Saison 1997/98 erstmals in seiner Laufbahn Finnischer Meister wurde. Am 20. Juni 1999 erhielt er als Free Agent einen Vertrag bei den Los Angeles Kings, für die er in der Saison 1999/2000 in insgesamt 64 Spielen 18 Scorerpunkte, darunter neun Tore, erzielte. In der folgenden Spielzeit konnte sich der Flügelspieler jedoch nicht mehr im NHL-Team der Kings behaupten und musste den Großteil der Saison für deren AHL-Farmteam, die Lowell Lock Monsters, spielen. Am 18. Juli 2001 unterschrieb der Finne als Free Agent bei den New York Islanders in der NHL, für die er allerdings nur einmal spielte und ansonsten ausschließlich dem Kader ihres AHL-Farmteams Bridgeport Sound Tigers angehörte. Mit diesem scheiterte er im Finale um den Calder Cup an den Chicago Wolves.
Von 2002 bis 2004 spielte Tuomainen für die Espoo Blues in der SM-liiga sowie anschließend ein Jahr lang für den Lausanne HC in der Schweizer Nationalliga A. Es folgten zwei Jahre bei den SCL Tigers in der NLA, sowie ein kurzes Gastspiel beim EHC Biel in der National League B, für den er ab 2007 spielte und ihm in der Saison 2007/08 der Aufstieg in die NLA gelang. In dieser Saison war er zudem Topscorer beim EHC Biel. Während der ehemalige NHL-Spieler im Aufstiegsjahr noch Stammspieler war, absolvierte er in der Saison 2008/09 nur noch vier Spiele für die Schweizer und verbrachte die restliche Spielzeit in der NLB beim SC Langenthal. Aus diesem Grund unterschrieb er für die Saison 2009/10 beim HC Pustertal aus der italienischen Serie A1. Nach sehr guten Playoffs in dieser Saison kehrte er nach Finnland zurück und spielte noch zwei Jahre in der zweitklassigen Mestis für KooKoo und Kiekko-Vantaa. Im Frühjahr 2012 beendete er dann seine Karriere und wurde Assistenztrainer bei Kiekko-Vantaa.

### International
Für Finnland nahm Tuomainen an der U20-Junioren-Weltmeisterschaft 1992, sowie den Weltmeisterschaften 1998, und 2000 teil.

## Erfolge und Auszeichnungen
| - 1993 ECAC First All-Star Team - 1995 ECAC First All-Star Team - 1995 NCAA Second All-American Team - 1996 AHL All-Star Classic - 1998 Finnischer Meister mit dem HIFK Helsinki | - 2001 AHL All-Star Classic - 2006 Meister der Nationalliga B mit dem EHC Biel - 2008 Meister der National League B mit dem EHC Biel - 2008 Aufstieg in die National League A mit dem EHC Biel |

### International
- 1999 Silbermedaille bei der Weltmeisterschaft
- 2000 Bronzemedaille bei der Weltmeisterschaft